# 稚内公園ロープウェイ

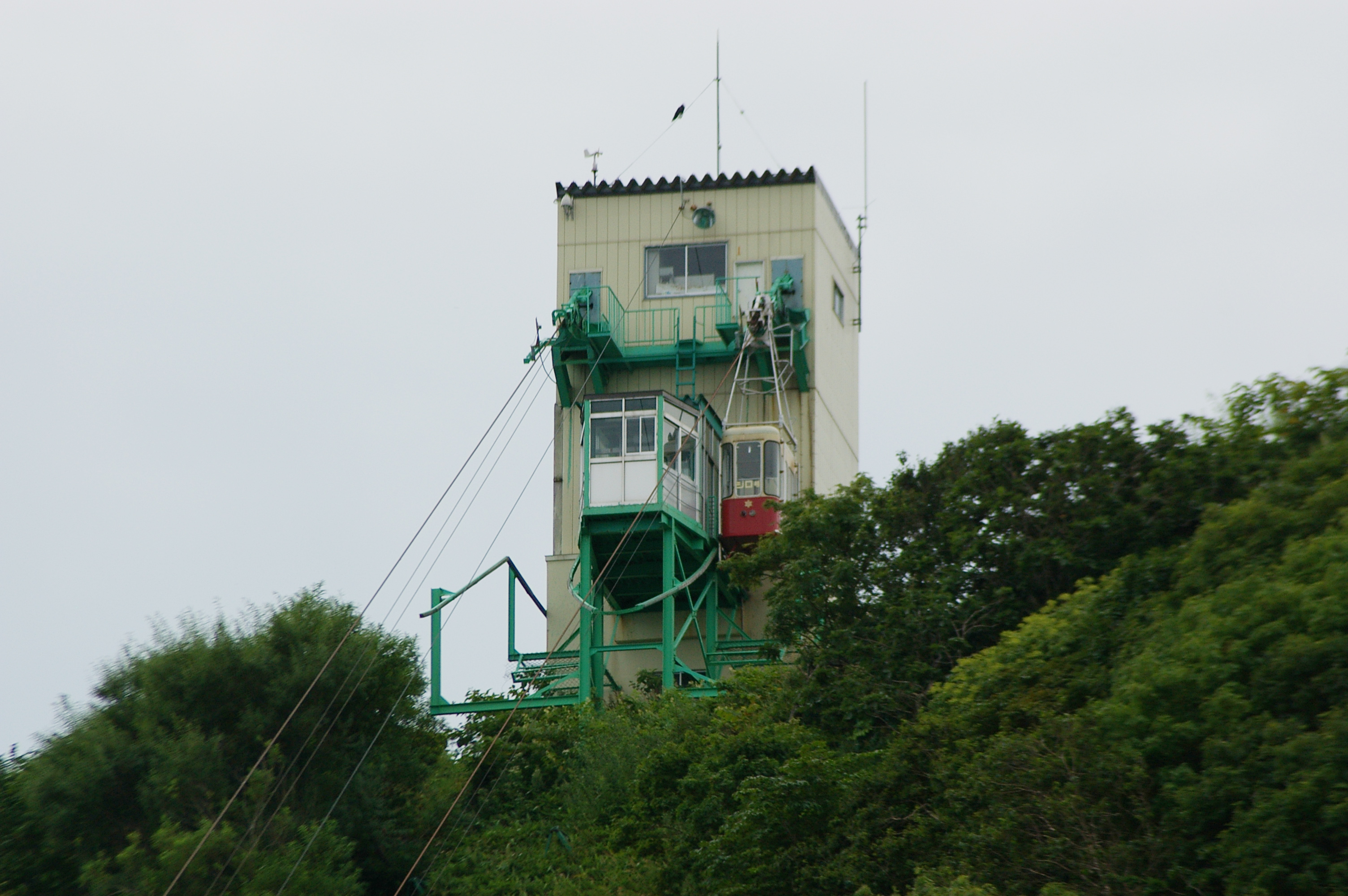
廃止後の山頂駅とジロ号

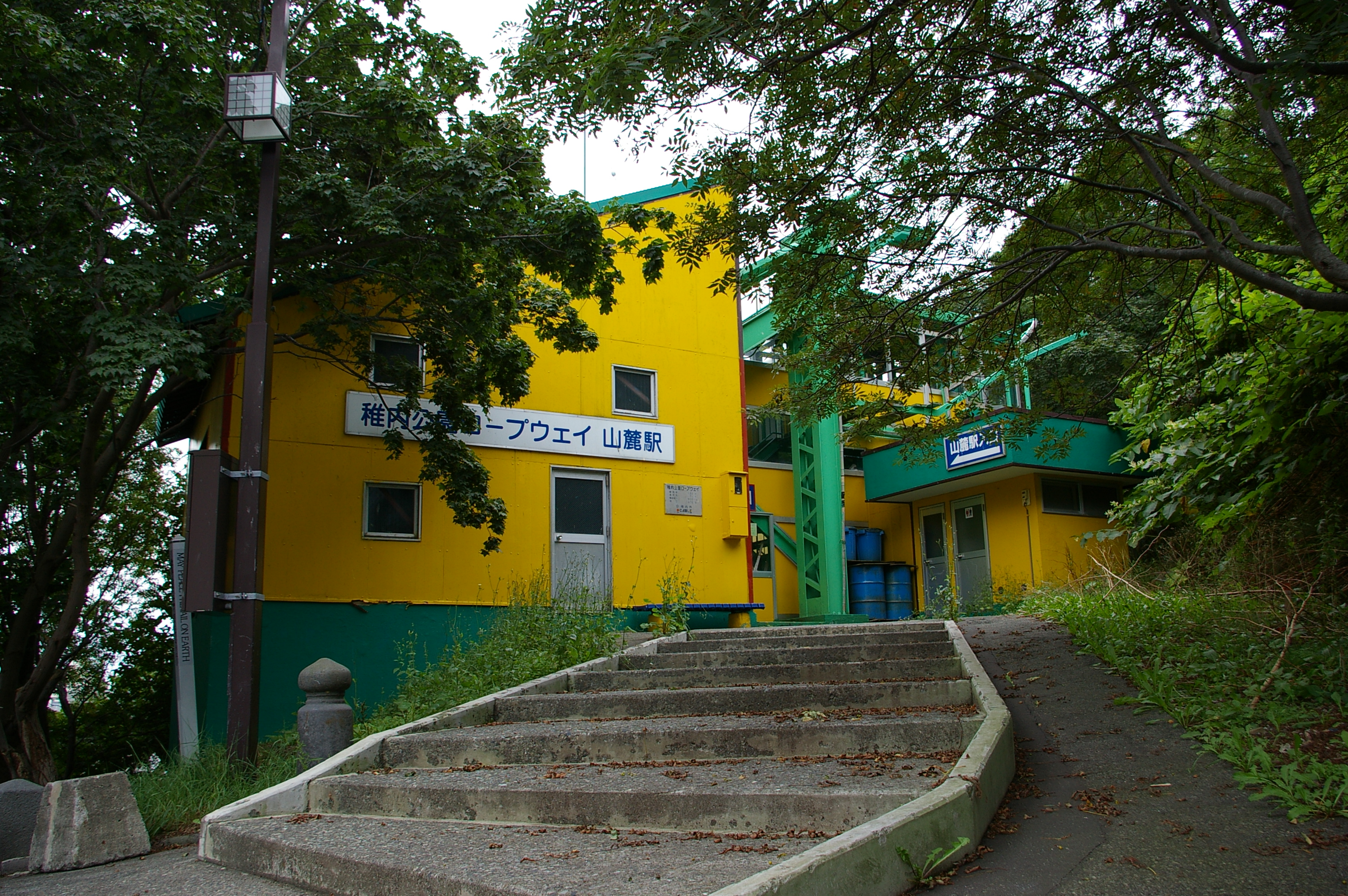
廃止後の山麓駅

稚内公園ロープウェイ（わっかないこうえんロープウェイ）は、北海道稚内市にあった市営のロープウェイ。
2006年（平成18年）3月31日に廃止された、日本最北端のロープウェイであり、日本一短いロープウェイでもあった。山麓駅は北海道旅客鉄道（JR北海道）宗谷本線の稚内駅よりも北にあり、索道を含めた場合は日本最北の駅でもあった。稚内市中央にある北門神社が山麓駅、稚内公園が山頂駅となっていた。

## 路線データ
- 路線距離：130m
- 駅数：2駅（起終点駅含む）
- 高低差：71m
- 定員：15名
- 運賃：大人片道180円　大人往復240円（小児半額）

## 運行形態
10分間隔で運行されていた。所要時間は2分。

## 歴史
- 1975年（昭和50年）7月27日：営業開始。
- 2006年（平成18年）3月31日：廃止。

## 駅一覧
山麓駅 - 山頂駅
- 当ロープウェイの駅施設の大きな特徴として「ホームドア」の存在が挙げられる。ゴンドラ乗場が、一般的な「大屋根下の曝露された空間」となっておらず、閉鎖式ホームから直接ゴンドラへ乗車できる構造となっていた。

## 車両
車両は「タロ」と「ジロ」の2両が在籍した。

## 現況
2009年（平成21年）6月までにすべての施設が撤去され、跡地にはなにも残っていない。